# Ortopantomogram

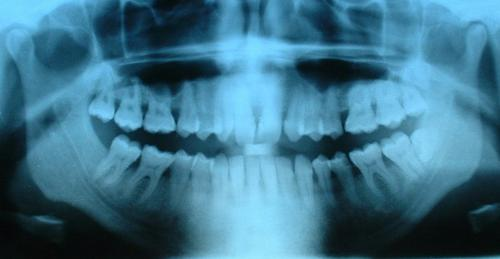
Digitalt ortopantomogram (OPG).

Ortopantomogram är en särskild sorts röntgenbild som används inom odontologin.